# 中村由利 (女優)
中村 由利（なかむら ゆり、1966年8月14日 - ）は、日本の元女優。本名は平野 直美（ひらの なおみ）。
北海道出身。日本体育大学体育学部卒業。東映俳優センターに所属していた。

## 来歴・人物
大学在学中より、フジテレビ系の深夜番組『オールナイトフジ』にオールナイターズの一員として本名で参加。大学卒業後、東映俳優センターに所属し、芸名を「中村 由利」としてテレビドラマに出演する。
1992年に放映された東映制作の特撮テレビドラマ『特捜エクシードラフト』では、ヒロインの日向愛を演じた。主演を務めた影丸茂樹は、中村について「普段は活発な女性で、ぱっと見た感じではおしとやかな雰囲気があった」と語っている。
特技は、剣道二段、スキー。

## 出演

### テレビドラマ
- 世にも奇妙な物語 / テレフォンカード（1991年、CX）
- 映画みたいな恋したい / オールウェーズ（1991年、TX）
- 10年目のクリスマス・イブ（1991年、ANB）
- 特捜エクシードラフト（1992年 - 1993年、ANB） - 日向愛
- セールスレディは何を見た 第11話「わが子が家出! 新たなる旅立ち」（1993年、ANB）
- 土曜ワイド劇場 / 西村京太郎トラベルミステリー「山手線五・八キロの証言」 （1993年、ANB）

### その他のテレビ番組
- ここんちプラネット（TX）
- 鶴太郎のテレもんじゃ（NTV）
- オールナイトフジ（CX）
- やる気マンマン日曜日（TBS）